# Claude-Étienne Nouvellet
Pour les articles homonymes, voir Nouvellet.
Claude-Étienne Nouvellet (en latin Claudius Nouvelletus), né vers 1544-1545, probablement à Talloires, et mort le 7 octobre 1613, est un moine bénédictin de l'abbaye de Talloires, qui fut également poète et théologien.

## Biographie
Claude-Étienne Nouvellet naît vers 1544-1545, probablement à Talloires,. 
Il devient moine bénédictin à l'abbaye de Talloires,.
Il part s'installer à Paris pour faire de la poésie. Il suit surtout Anne d'Este, duchesse de Genevois-Nemours, auprès de laquelle il est aumônier. Dans la capitale du royaume de France, il rencontre et se lie d'amitié avec Jean Dorat, père de la Pléïade.
En 1598, il est fait chanoine de la cathédrale d'Annecy et obtient les bénéfices de la cure de Rumilly, en janvier 1601.
Il est admis à l'Académie florimontane, fondée entre 1606-1607 par Antoine Favre, président du Conseil de l'État de Genevois, et François de Sales, prince-évêque de Genève, résidents d'Annecy.
Claude-Étienne Nouvellet meurt le 7 octobre 1613, sans que l'on ne connaisse le lieu.

## Œuvres
Traductions d'Ovide, d'hymnes religieux comme le Chant funèbre sur le trespas de messire Jean de Voyer (en 1571), mais produit également des discours voire pour certains « facétieux », comme Le bracquemart en cent sonnetz, Odes sur les funérailles du chevalier de Voyer (1571) ou encore les divinailles (1571).